# Піски (Петровськ-Забайкальський район)
Піски́ (рос. Пески) — село у складі Петровськ-Забайкальського району Забайкальського краю, Росія. Адміністративний центр Піщанського сільського поселення.

## Населення
Населення — 548 осіб (2010; 510 у 2002).
Національний склад (станом на 2002 рік):
- росіяни — 99 %